# Antonio Cecina Sabino
Antonio Cecina Sabino (latino: Antonius Caecina Sabinus; fl. 316) è stato un politico romano di età imperiale.
Nel 316 Sabino esercitò il consolato assieme a Vettio Rufino.
È stato identificato come il padre di Cecina Sabino e il nonno di Rufio Ceionio Sabino e Postumiano, e con il settimo di quei senatori che versarono 400.000 sesterzi per la costruzione di un edificio (CIL VI, 37118).